# ذوات الأربع
ذوات الأربع أو رباعيات الأطراف أو رباعية الأرجل (الاسم العلمي: Tetrapod)، عمارة من الحيوانات الفقارية تشمل: الثدييات، والطيور، والزواحف، والبرمائيات، الديناصورات.

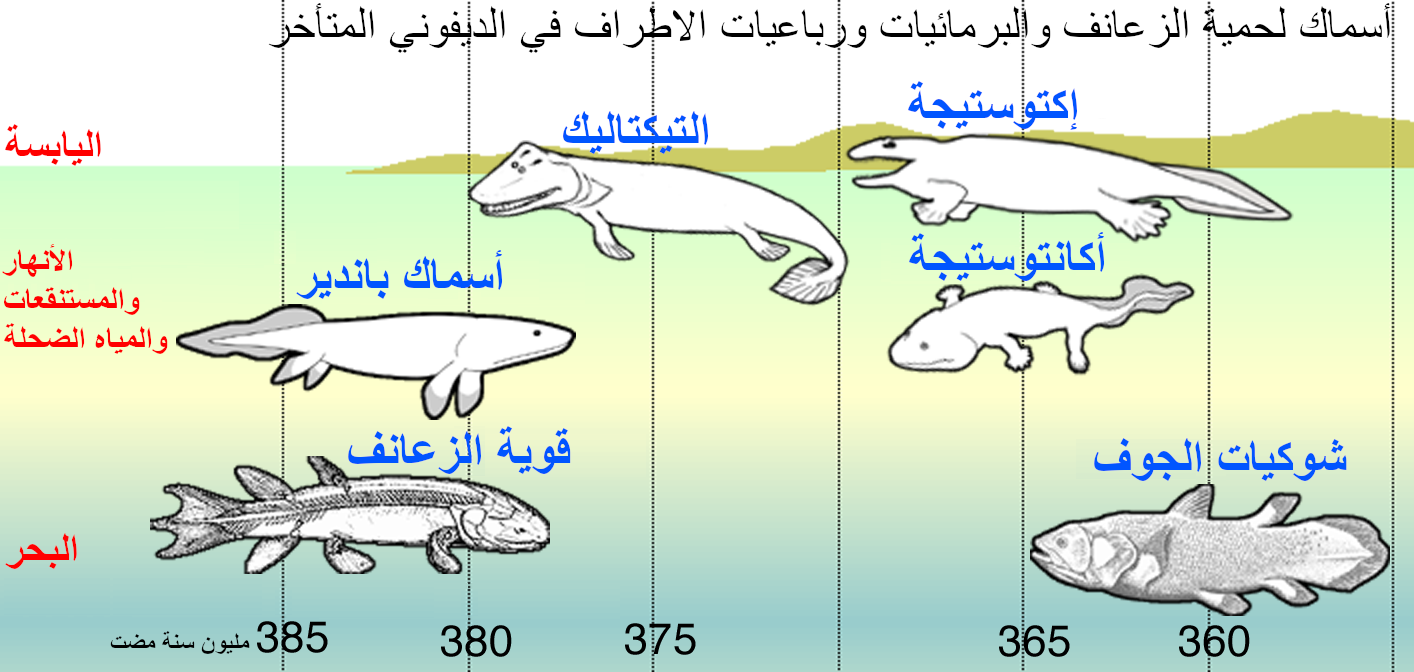
تنوع الفقاريات في العصر الديفوني المتأخر، سلالة لحميات الزعانف في البحار العميقة.

تنقسم ذوات الأربع إلى الرهليات التي تضم البرمائيات والزواحف والطيور، واللارهليات التي تضم الثدييات.